# Iolonioro
Cet article concerne le village chef-lieu. Pour le département et la commune rurale, voir Iolonioro (département).
Iolonioro ou Nioronioro est un village du département et la commune rurale de Iolonioro (ou Nioronioro), dont il est le chef-lieu, situé dans la province de la Bougouriba et la région du Sud-Ouest au Burkina Faso.

## Géographie

### Démographie
- En 1996, le village comptait 219 habitants recensés[2].
- En 2003, le village comptait 278 habitants estimés[3].
- En 2006, le village comptait 355 habitants recensés, dont 53 % de femmes[1].